# Lamprosema tampiusalis
Lamprosema tampiusalis là một loài bướm đêm trong họ Crambidae.